# Adam Treszka
Adam Treszka (ur. 28 grudnia 1911 w Kutach Starych, zm. 30 grudnia 1984 w Londynie) – polski prawnik, adwokat, polityk obozu narodowego, oficer, publicysta, działacz niepodległościowy i społeczny na emigracji, prezes Koła Lwowian w Londynie.

## Życiorys
Urodził się 28 grudnia 1911 w Kutach Starych na Pokuciu. Był synem miejscowego leśniczego. Wraz z rodziną zamieszkiwał w domu nad rzeką Czeremosz u stóp góry Czarnohory. W dzieciństwie stracił rodziców i był wychowany przez krewnych. Uczył się w szkole podstawowej w Kutach oraz w Państwowym Gimnazjum im. Franciszka Karpińskiego w Śniatynie, które ukończył w 1930. W młodości należał do Polskiego Towarzystwa Gimnastycznego „Sokół”, wraz z ojcem uczestniczył w zlotach tej organizacji. Kierował hufcem Przysposobienia Wojskowego i Wychowania Fizycznego. Uczestniczył w zawodach sportowych i zdobywał nagrody strzeleckie.
Studiował prawo na Wydziale Prawa Uniwersytetu Jana Kazimierza we Lwowie w latach 1930-1934, uzyskując tytuł magistra praw. Pełnił funkcje prezesa uczelnianego Związku Akademickiego „Młodzież Wszechpolska” (ponownie wybrany 15 marca 1935) oraz przewodniczącego Akademickiego Stowarzyszenia Bratniej Pomocy Studentów UJK. 16 marca 1935 został wybrany wiceprezesem Czytelni Akademickiej we Lwowie
Zaangażował się w działalność w Stronnictwie Narodowym Dzielnicy Lwowskiej. Był delegatem zarządu okręgowego. Po studiach odbył służbę wojskową w Wojsku Polskim w Szkole Podchorążych Piechoty w Tarnopolu kończąc kształcenie z pierwszą lokatą. Odbywał aplikację adwokacką u mecenasów Stankiewicza i Jana Pierackiego. Jako obrońca występował w procesach politycznych przed 1939.
W sierpniu 1939 został powołany na ćwiczenia wojskowe. Po wybuchu II wojny światowej podczas kampanii wrześniowej został ranny pod Sandomierzem. W przebraniu dotarł do Lwowa. Wówczas był członkiem rady przybocznej przy prezydencie Lwowa, Stanisławie Ostrowskim. Według jednej z wersji, po agresji ZSRR na Polskę z 17 września 1939 został aresztowany przez sowietów w magistracie miasta 22 września i przewieziony do więzienia przy Łąckiego”. Według innej relacji, zagrożony aresztowaniem przez żydowsko-ukraińską milicję sowiecką zbiegł ze Lwowa celem ucieczki na Zachód. W rodzinnych Kutach nad granicy z Rumunią został rozpoznany przez Ukraińca, znającego go z czasów szkolnych i został aresztowany. Był osadzony w więzieniu w Kutach (wraz z nim przetrzymywany był wówczas Artur Liebhardt) oraz innych na terenie w ZSRR. Później został wywieziony w głąb Rosji do sowieckiego łagru na Sybirze.
Odzyskał wolność na skutek amnestii w wyniku układu Sikorski-Majski w 1941. Po dotarciu do Buchary, gdzie działały Polskie Władze Cywilnej, pracował w zakresie organizowania opieki nad przybywającymi Polakami z łagrów i więzień (odpowiadał za prowadzenie statystyki polskich deportowanych). Wraz z Dominikiem Maciejką kierował placówką opieki nad polskimi rodzinami i dziećmi na stacji kolejowej w Kogonie. Zdobywał od sowietów zarówno żywność jak i lekarstwa. Założył sierociniec dla polskich dzieci. Następnie został skierowany z Buchary do ambasady RP w Kujbyszewie i odpowiadał za organizację opieki nad Polakami, przebywającymi po wschodniej i zachodniej stronie Uralu oraz na ziemi kazachskiej. Chorował na tyfus. Po zerwaniu stosunków przez ZSRR z Polską wyjechał do Teheranu wraz z Armią Polską. W tym mieście, będąc jednym z liderów aktywnej tam komórki Stronnictwa Narodowego, zaangażował się w sprawę ewakuacji polskich uchodźców ze ZSRR do Iranu. Sam zorganizował transport ponad 2 tys. polskich dzieci do różnych krajów, które miały szansę spokojnie dotrwać końca wojny. W tym mieście w 1943 został wiceprezesem Koła Lwowian. Powołany do służby w Armii Polskiej na Wschodzie objął stanowisko komendanta więzienia na Górze Syjon. Wraz z innymi przedwojennymi członkami SN założył w Jerozolimie pismo „Myśl Polska na Bliskim Wschodzie”. Był oficerem 2 Korpusu Polskiego zarówno na Bliskim Wschodzie jak i we Włoszech, służąc w stopniu porucznika. W 1944 został odwołany do Londynu. Zaangażował się w działalność Polskiego Czerwonego Krzyża, w zakresie organizacji opieki dla tzw. dipisów, w szczególności na obszarze Niemiec.
Po wojnie pozostał na emigracji w Wielkiej Brytanii i osiadł w Londynie. Był zaangażowany w działalność organizacji o charakterze politycznym, niepodległościowym, społecznym, charytatywnym. Działał w emigracyjnym Stronnictwie Narodowym, był członkiem władz naczelnych SN w wolnym świecie. Po przekształceniu PCK w Towarzystwo Pomocy Polakom w Londynie był jego wieloletnim prezesem do końca życia. Był członkiem założycielem i wiceprezesem Instytutu Romana Dmowskiego w Londynie, członkiem zarządu Ogniska Polskiego, przewodniczącym Rady Zjednoczenia Polskiego w Wielkiej Brytanii. Pełnił funkcję wiceprezesa Polskiego Stowarzyszenia Byłych Sowieckich Więźniów Politycznych. Zasiadał w Zarządzie Głównym Stowarzyszenia Polskich Kombatantów. Był redaktorem i publicystą „Myśli Polskiej”, „Tygodnia Polskiego”. Pisał o deportowanych w ZSRR, o sytuacji w centralnej Azji, repatriacjach, losach Polaków pozostałych w ZSRR, o Katyniu. Wygłaszał liczne wykłady, angażował się w wiele inicjatyw, m.in. w polonijną akcję na rzecz obrony Cmentarza Orląt, w zbiórkę pieniędzy dla budowy rotundy pod ponowne wystawienie po latach Panoramy Racławickiej we Wrocławiu. Wszedł w skład Komitetu Budowy Pomnika Katyńskiego na Cmentarzu Gunnersbury w Londynie.
Od początku istnienia Koła Lwowian w Londynie, założonego w 1960, był aktywnym działaczem tegoż i członkiem zarządu, a po śmierci gen. bryg. Stanisława Kuniczaka 30 maja 1974 został wybrany prezesem Koła Lwowian w Londynie; ponownie wybrany 3 marca 1976. Za jego szefowania organizacją nastąpiło ożywienie działalności Koła, wzrost liczby członków, wzmożenie działalności wydawniczej. Redagował „Biuletyn” Koła Lwowian. Corocznie współorganizował obchody rocznicy polskiej obrony Lwowa w ramach wojny polsko-ukraińskiej z listopada 1918. Pozostawał w wojskowym stopniu porucznika rezerwy. Był admiratorem rodzinnych stron Pokucia i Czarnohory. Na emigracji nie ustępował w staraniach w sprawie przywrócenia Polsce Lwowa i Ziem Wschodnich II Rzeczypospolitej.
Dzień po swoich 83 urodzinach, zarządzeniem prezydenta RP na uchodźstwie Edwarda Raczyńskiego z 29 grudnia 1984 został odznaczony Krzyżem Oficerskim Orderu Odrodzenia Polski za całokształt wieloletniej działalności niepodległościowej, społecznej i charytatywnej. Był także odznaczony polskimi, angielskimi i jugosłowiańskimi odznaczeniami, zarówno cywilnymi jak i wojskowymi.
Zmarł 30 grudnia 1984 w szpitalu Hammersmith w Londynie po krótkiej chorobie. Po mszy św. w Brompton Oratory został pochowany na Cmentarzu Gunnersbury w Londynie w pobliżu Pomnika Katyńskiego, do którego ustanowienia wcześniej się przyczynił. Przed 1939 ożenił się ze znajomą ze studiów, Jadwigą Bednarek, z którą miał dwie córki. Od lat uniwersyteckich, poprzez służbę wojskową podczas wojny i później lata emigracyjne, przyjaźnił się z Marianem Brzezickim, który zastąpił go w kierownictwie nad Kołem Lwowian w Londynie.